# Нассо-Виллидж-Ратлифф (Флорида)
Нассо-Виллидж-Ратлифф (англ. Nassau Village-Ratliff) — статистически обособленная местность, расположенная в округе Нассо (штат Флорида, США) с населением в 4667 человек по статистическим данным переписи 2000 года.

## География
По данным Бюро переписи населения США статистически обособленная местность Нассо-Виллидж-Ратлифф имеет общую площадь в 38,33 квадратных километров, водных ресурсов в черте населённого пункта не имеется.

## Демография
По данным переписи населения 2000 года в Нассо-Виллидж-Ратлифф проживало 4667 человек, 1353 семьи, насчитывалось 1640 домашних хозяйств и 1708 жилых домов. Средняя плотность населения составляла около 121,76 человек на один квадратный километр. Расовый состав населённого пункта распределился следующим образом: 97,45 % белых, 0,39 % — чёрных или афроамериканцев, 0,56 % — коренных американцев, 0,28 % — азиатов, 1,18 % — представителей смешанных рас, 0,15 % — других народностей. Испаноговорящие составили 0,96 % от всех жителей статистически обособленной местности.
Из 1640 домашних хозяйств в 38,3 % воспитывали детей в возрасте до 18 лет, 68,0 % представляли собой совместно проживающие супружеские пары, в 8,5 % семей женщины проживали без мужей, 17,5 % не имели семей. 13,8 % от общего числа семей на момент переписи жили самостоятельно, при этом 5,7 % составили одинокие пожилые люди в возрасте 65 лет и старше. Средний размер домашнего хозяйства составил 2,85 человек, а средний размер семьи — 3,11 человек.
Население статистически обособленной местности по возрастному диапазону по данным переписи 2000 года распределилось следующим образом: 27,0 % — жители младше 18 лет, 8,1 % — между 18 и 24 годами, 29,9 % — от 25 до 44 лет, 25,2 % — от 45 до 64 лет и 9,8 % — в возрасте 65 лет и старше. Средний возраст жителей составил 36 лет. На каждые 100 женщин в Нассо-Виллидж-Ратлифф приходилось 100,6 мужчин, при этом на каждые сто женщин 18 лет и старше приходилось 98,1 мужчин также старше 18 лет.
Средний доход на одно домашнее хозяйство статистически обособленной местности составил 43 442 доллара США, а средний доход на одну семью — 46 857 долларов. При этом мужчины имели средний доход в 35 340 долларов США в год против 24 924 доллара среднегодового дохода у женщин. Доход на душу населения статистически обособленной местности составил 43 442 доллара в год. 5,5 % от всего числа семей в населённом пункте и 6,8 % от всей численности населения находилось на момент переписи населения за чертой бедности, при этом 7,4 % из них были моложе 18 лет и 10,8 % — в возрасте 65 лет и старше.